# 멕시코 고원
멕시코 고원은 멕시코 북부와 중부 일대를 차지하는 고원이다. 멕시코 알티플라노(스페인어: Altiplano mexicano)라는 명칭으로도 알려져 있다. 평균 해발고도는 1,825m이며 기후는 건조 기후~스텝 기후에 해당된다. 북쪽의 미국 국경부터 남쪽의 범멕시코 화산대까지 뻗어 있으며 서쪽으로는 서시에라마드레 산맥, 동쪽으로는 동시에라마드레 산맥과 마주한다.
멕시코 고원은 사카테카스주를 기준으로 동서로 가로지르는 산맥을 경계삼아 북부와 남부로 나뉜다. 북부 고원 (스페인어: Mesa del Norte)와 중앙 고원 (스페인어: Mesa Central)으로 불리우지만 오늘날 지리학계에서는 두 고원으로 나뉜 것이 아니라 하나로 되어 있는 것으로 본다.
멕시코 고원은 대부분 사막과 건조 관목지로 덮여 있으며 주변 산맥지대는 소나무와 떡갈나무숲으로 뒤덮여 있다. 내부 산맥 가운데에는 스카이 아일랜드라 하여 저지대로 둘러싸인 높은 산 지형이 형성되어 있다. 멕시코 고원은 미국과 멕시코를 아우르는 베이슨 앤 레인지 (Basin and Range) 내에서 지형구역 6곳 가운데 하나로 분류되며, 미국 내에서는 산간고원 (Intermontane Plateaus) 지형구역으로도 분류된다.
식물지리학계에서는 고원 내에서도 소노라 사막 일대를 중심으로, 서반구 전북구의 일부인 북아메리카 남서부 마드레아 지역의 소노라 식물군에 속하는 것으로 본다.
멕시코 고원 내에서도 할리스코주와 베라크루스주에 이르는 남동부 일대는 예나 지금이나 멕시코의 인구밀집지역에 해당된다. 이곳의 대표 도시로는 과달라하라, 레온, 케레타로, 모렐리아, 멕시코시티, 톨루카, 쿠에르나바카, 푸에블라 등이 있다.

## 지리

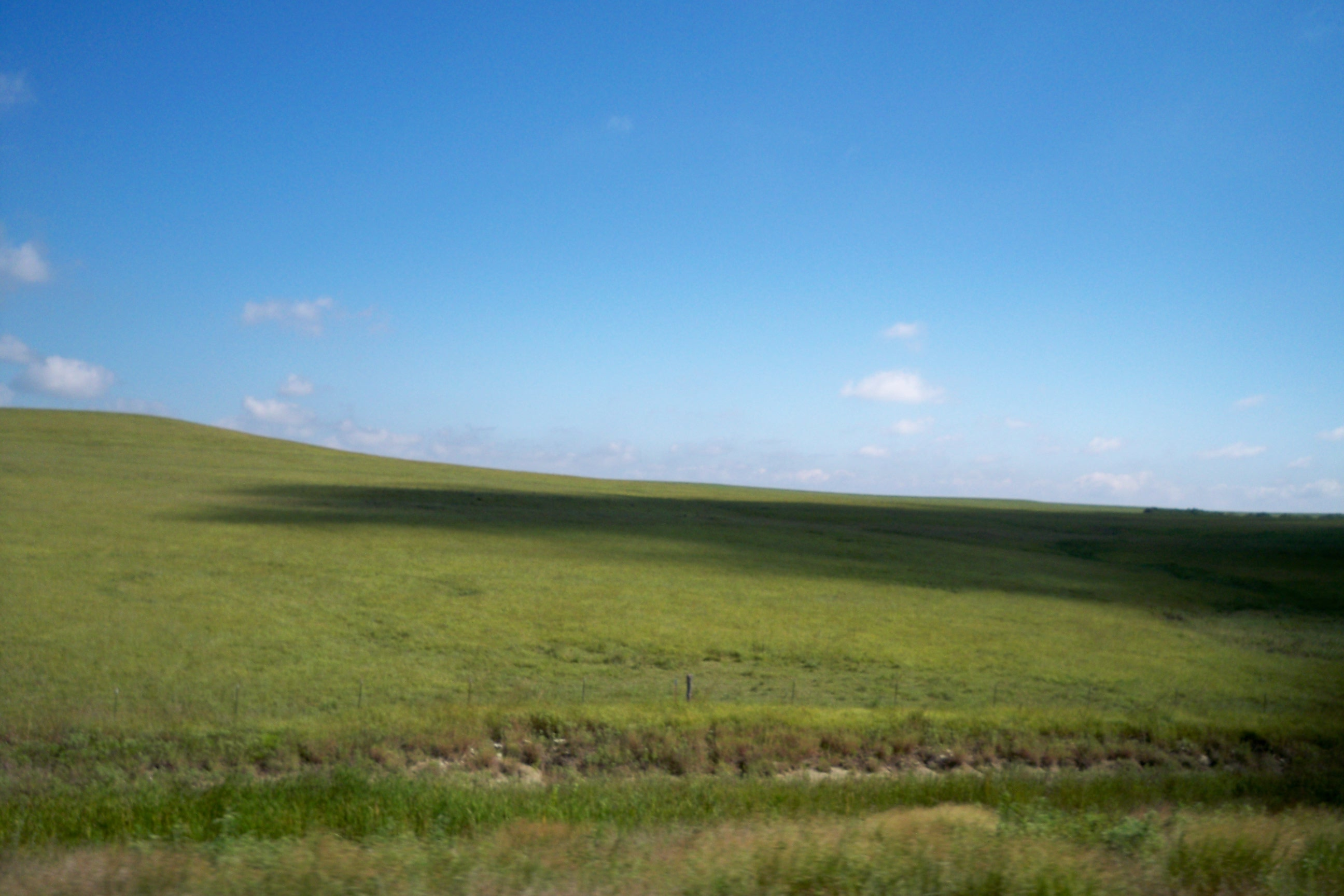
멕시코 고원의 북부 지역에 해당되는 메사델노르테 (Mesa del Norte, 북부 고원)

메사델노르테 (Mesa del Norte, 북부 고원)은 평균 해발고도가 1,100m이며, 북쪽의 리오그란데강 (리오브라보델노르테강, Río Bravo del Norte)을 기점으로 남쪽으로 치와와주, 코아우일라주, 두랑고주, 사카테카스주, 산루이스포토시주까지 해당된다. 북부 고원에는 수많은 협곡과 고립능선, 함몰지가 분포해 있으며, 그 중 가장 지형은 볼손데마피미 (Bolsón de Mapimí)라 부른다. 리오브라보델노르테강과 그 지류인 리오콘초스강은 북쪽 일부 지역을, 리오파누코강과 그 지류는 남동쪽 끝자락을 흐르며 둘 다 멕시코만으로 이어진다. 이들을 제외한 북부 고원의 대부분 지역은 바다로 이어지지 않고 그 유역이 내지에만 머무른다. 이밖에도 치와와 사막이 북쪽 일대를, 메세타 중앙 마토랄 지형이 중앙부를 차지하고 있으며, 중앙 멕시코 마토랄 지형이 남쪽 일대에서 시작해 남부 고원으로 뻗어 있다.
메사센트랄 (Mesa Central, 중앙 고원)은 북부 고원과는 대비되는 남부 고원으로, 평균 해발고도는 2,000m에 달해 북부 고원보다 고도가 높다. 남부 고원에는 옛 호수로 형성된 계곡 지형이 많으며, 아과스칼리엔테스주, 할리스코주, 사카테카스주, 과나후아토주, 케레타로주, 미초아칸주에 걸쳐 있다. 유명도시 과달라하라 등이 남부 고원의 계곡지대 위에 건설된 도시이다. 남부 고원의 대다수 지역은 리오그란데데산티아고강과 지류 (레르마강 등)이 흐르며 태평양 쪽으로 빠져나간다. 남부 고원 동쪽 일대에는 리오파누코강의 지류가 흐른다. 남부 고원은 중앙 멕시코 마토랄 지형이 대부분을 차지하고 있으며 레르마강-리오그란데데산티아고강 하류 일대 분지는 아열대 기후의 바히오 건조림이 조성되어 있다. 고고도 지역은 소나무와 참나무숲으로 덮여 있으며,  저고도 지역은 참나무숲이 대부분이다. 남쪽과 서쪽 끝의 경계 지역은 소나무-참나무와 침엽수 숲이 혼재되어 있다.

## 같이 보기
- 알티플라노